# 奧波隆西克 (巴赫馬奇區)
51°6′20″N 32°42′39″E / 51.10556°N 32.71083°E
奧波隆西克（烏克蘭語：Ополонське），是烏克蘭北部的村莊，隸屬切爾尼希夫州的尼任區。該村始建於1933年，面積0.43平方公里，海拔高度146米，2006年人口33，人口密度每平方公里76.7人。